# Lista över olympiska rekord i friidrott
Under de moderna olympiska sommarspelen, som arrangerats vart fjärde år sedan 1896, finns möjligheten för idrottare att slå olympiska rekord vilka är erkända av den internationella olympiska kommittén (IOK). Friidrottens nuvarande 47 grenar delas upp i fyra grupper: löpgrenar (inkluderar 100-10 000 meter samt häck- och hinderlöpning), hopp- och kastgrenar (inkluderar spjut, diskus, slägga, kulstötning, tresteg och stav- , längd-, samt höjdhopp), lopp som avgörs utanför arenan (inkluderar gång och maraton) samt mångkamp (inkluderar sjukamp för damer och tiokamp för herrar). Damerna tävlar i 23 grenar under sommarspelen, och herrarna tävlar i 24 grenar. 21 av grenarna är gemensamma för båda könen men endast herrarna tävlar i 50 km gång. Mångkamperna har olika antal grenar och de korta häckloppen är olika långa - 100 meter för damer och 110 meter för herrar.
Vissa olympiska rekord som har satts under historien har i efterhand underkänts av IOK. Under de olympiska sommarspelen 1988 slog den kanadensiska sprintern Ben Johnson både världsrekordet och det olympiska rekordet på 100 meter men blev i efterhand diskvalificerad på grund av dopning. Ben Johnson hade tagit anabola steroider för att höja hans prestationsnivå. Hans rekord ogiltigförklarades och guldmedaljen togs ifrån honom för att istället tilldelas amerikanen Carl Lewis. Den ungerska friidrottaren Robert Fazekas slog det olympiska rekordet i diskus vid olympiska sommarspelen 2004 men blev i efterhand av med både guldet och rekordet efter att han dömts för dopning.
Det olympiska rekord som efter de olympiska sommarspelen 2024 i Paris är det äldsta är amerikanen Bob Beamons rekord i herrarnas längdhopp som sattes vid olympiska sommarspelen 1968 i Mexico City. Beamons hopp år 1968 var även världsrekord i 23 år tills hans landsman Mike Powell hoppade längre under världsmästerskapen i friidrott 1991 i Tokyo. Under spelen 2012 slogs 11 rekord - 6 i herrarnas grenar och 5 i damernas.

## Damernas rekord

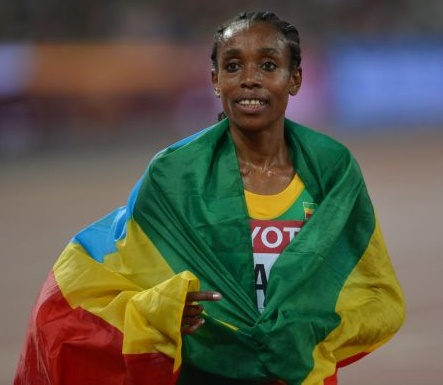
Almaz Ayana har just nu det olympiska rekordet på 10 000 meter.

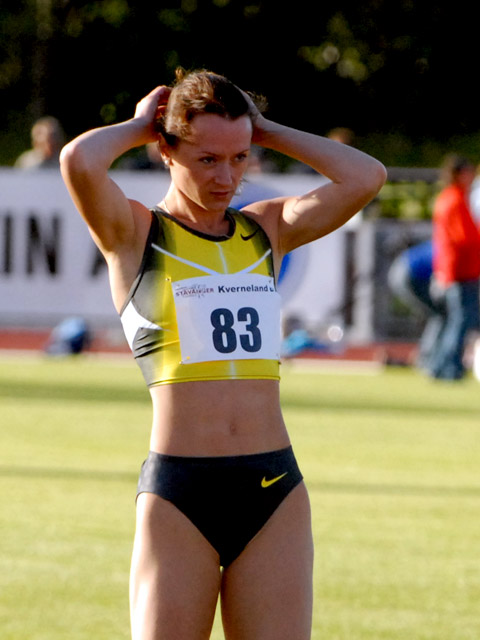
Jelena Slesarenko, har det olympiska rekordet i höjdhopp.

Tecknet ♦ markerar att resultatet också är ett nu gällande världsrekord. Rekorden är korrekta efter Olympiska sommarspelen 2024 i Paris i Frankrike.
| Gren              | Rekord    | Namn                                                                     | Land                    | Spel                | Datum             | Källa       |
| ----------------- | --------- | ------------------------------------------------------------------------ | ----------------------- | ------------------- | ----------------- | ----------- |
| 100 meter         | 10,61     | Elaine Thompson                                                          | Jamaica                 | Tokyo 2020          | 31 juli 2021      | [ 7 ]       |
| 200 meter         | ♦ 21,34   | Florence Griffith-Joyner                                                 | USA                     | Seoul 1988          | 29 september 1988 | [ 8 ] [ 9 ] |
| 400 meter         | 48,17     | Marileidy Paulino                                                        | Dominikanska republiken | Paris 2024          | 9 augusti 2024    | [ 8 ]       |
| 800 meter         | 1.53,43   | Nadezjda Olizarenko                                                      | Sovjetunionen           | Moskva 1980         | 27 juli 1980      | [ 8 ]       |
| 1500 meter        | 3.51,29   | Faith Kipyegon                                                           | Kenya                   | Paris 2024          | 10 augusti 2024   | [ 8 ]       |
| 5000 meter        | 14.26,17  | Vivian Cheruiyot                                                         | Kenya                   | Rio de Janeiro 2016 | 19 augusti 2016   | [ 8 ]       |
| 10000 meter       | 29.17,45  | Almaz Ayana                                                              | Etiopien                | Rio de Janeiro 2016 | 12 augusti 2016   | [ 8 ]       |
| 100 meter häck    | 12,26     | Jasmine Camacho-Quinn                                                    | Puerto Rico             | Tokyo 2020          | 1 augusti 2021    | [ 8 ]       |
| 400 meter häck    | ♦ 50,37   | Sydney McLaughlin                                                        | USA                     | Paris 2024          | 8 augusti 2024    | [ 8 ]       |
| 3000 meter hinder | 8.52,76   | Winfred Yavi                                                             | Bahrain                 | Paris 2024          | 6 augusti 2024    | [ 8 ]       |
| Höjdhopp          | 2,06 m    | Jelena Slesarenko                                                        | Ryssland                | Aten 2004           | 28 augusti 2004   | [ 8 ]       |
| Längdhopp         | 7,40 m    | Jackie Joyner-Kersee                                                     | USA                     | Seoul 1988          | 29 september 1988 | [ 8 ]       |
| Stavhopp          | 5,05 m    | Jelena Isinbajeva                                                        | Ryssland                | Peking 2008         | 18 augusti 2008   | [ 8 ]       |
| Tresteg           | 15,67 m   | Yulimar Rojas                                                            | Venezuela               | Tokyo 2020          | 1 augusti 2021    | [ 8 ]       |
| Diskus            | 72,30 m   | Martina Hellmann                                                         | Östtyskland             | Seoul 1988          | 29 september 1988 | [ 8 ]       |
| Kulstötning       | 22,41 m   | Ilona Briesenick                                                         | Östtyskland             | Moskva 1980         | 24 juli 1980      | [ 8 ]       |
| Slägga            | 82,29 m   | Anita Włodarczyk                                                         | Polen                   | Rio de Janeiro 2016 | 15 augusti 2016   | [ 8 ]       |
| Spjutkastning     | 71,53 m   | Osleidys Menéndez                                                        | Kuba                    | Aten 2004           | 27 augusti 2004   | [ 8 ]       |
| Sjukamp           | ♦ 7291 p  | Jackie Joyner-Kersee                                                     | USA                     | Seoul 1988          | 24 september 1988 | [ 8 ] [ 9 ] |
| 20 km gång        | 1:25.16   | Qieyang Shijie                                                           | Kina                    | London 2012         | 11 augusti 2012   | [ 8 ]       |
| Maraton           | 2:22.55   | Sifan Hassan                                                             | Nederländerna           | Paris 2024          | 11 augusti 2024   | [ 8 ]       |
| 4x100 meter       | ♦ 40,82   | Tianna Madison Allyson Felix Bianca Knight Carmelita Jeter               | USA                     | London 2012         | 10 augusti 2012   | [ 8 ] [ 9 ] |
| 4x400 meter       | ♦ 3.15,17 | Tatjana Ledovskaja Olga Nazarova Marija Pinigina Olga Vladikina-Brizgina | Sovjetunionen           | Seoul 1988          | 1 oktober 1988    | [ 8 ] [ 9 ] |

## Herrarnas rekord

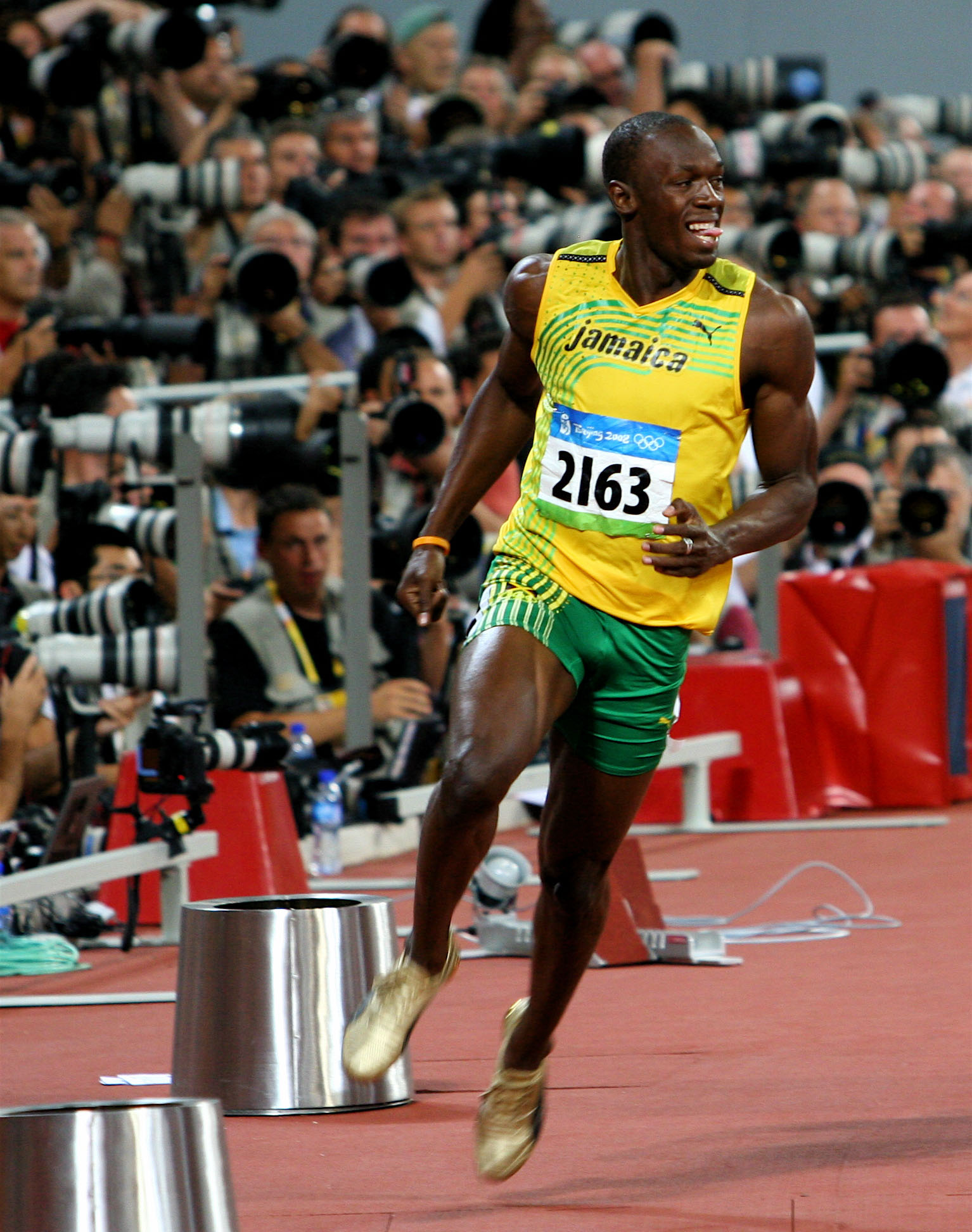
Usain Bolt innehar just nu tre olympiska rekord – två individuellt och ett i stafett.

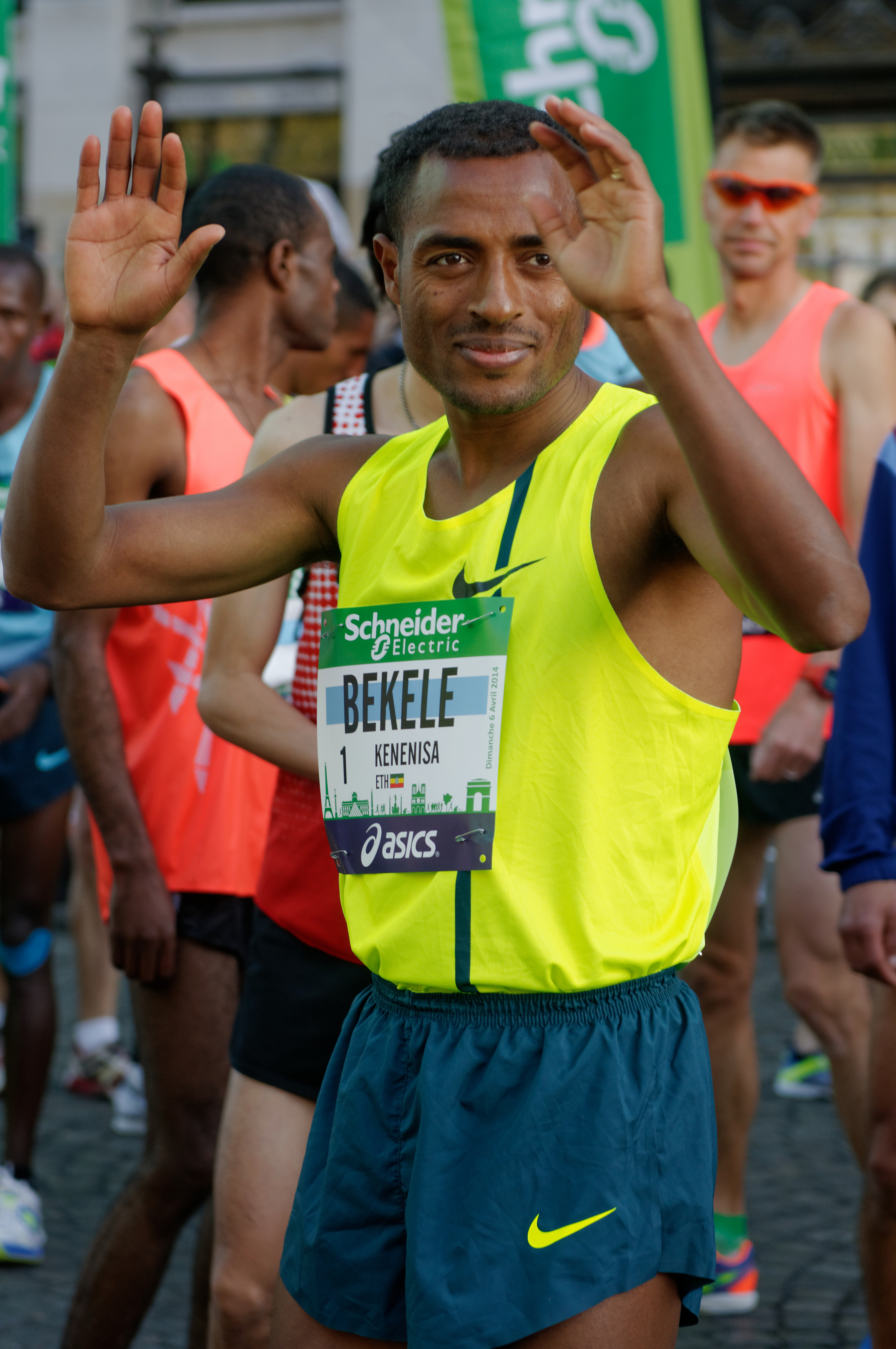
Kenenisa Bekele innehar det olympiska rekordet på 5 000 m.

Tecknet ♦ markerar att resultatet också är ett nu gällande världsrekord. Rekorden är korrekta efter Olympiska sommarspelen 2024 i Paris i Frankrike.
| Gren              | Rekord    | Namn                                                         | Land          | Spel                | Datum             | Källa         |
| ----------------- | --------- | ------------------------------------------------------------ | ------------- | ------------------- | ----------------- | ------------- |
| 100 meter         | 9,63      | Usain Bolt                                                   | Jamaica       | London 2012         | 5 augusti 2012    | [ 10 ]        |
| 200 meter         | 19,30     | Usain Bolt                                                   | Jamaica       | Peking 2008         | 20 augusti 2008   | [ 10 ]        |
| 400 meter         | ♦ 43,03   | Wayde van Niekerk                                            | Sydafrika     | Rio de Janeiro 2016 | 14 augusti 2016   | [ 10 ] [ 11 ] |
| 800 meter         | ♦ 1.40,91 | David Rudisha                                                | Kenya         | London 2012         | 9 augusti 2012    | [ 10 ] [ 11 ] |
| 1500 meter        | 3.27,65   | Cole Hocker                                                  | USA           | Paris 2024          | 6 augusti 2024    | [ 10 ]        |
| 5000 meter        | 12.57,82  | Kenenisa Bekele                                              | Etiopien      | Peking 2008         | 23 augusti 2008   | [ 10 ]        |
| 10000 meter       | 26.43,14  | Joshua Cheptegei                                             | Uganda        | Paris 2024          | 2 augusti 2024    | [ 10 ]        |
| 110 meter häck    | 12,91     | Liu Xiang                                                    | Kina          | Aten 2004           | 27 augusti 2004   | [ 10 ]        |
| 400 meter häck    | ♦ 45,94   | Karsten Warholm                                              | Norge         | Tokyo 2020          | 3 augusti 2021    | [ 10 ]        |
| 3000 meter hinder | 8.03,28   | Conseslus Kipruto                                            | Kenya         | Rio de Janeiro 2016 | 17 augusti 2016   | [ 10 ]        |
| Höjdhopp          | 2,39 m    | Charles Austin                                               | USA           | Atlanta 1996        | 28 juli 1996      | [ 10 ]        |
| Längdhopp         | 8,90 m    | Bob Beamon                                                   | USA           | Mexico City 1968    | 18 oktober 1968   | [ 10 ]        |
| Stavhopp          | ♦ 6,25 m  | Armand Duplantis                                             | Sverige       | Paris 2024          | 5 augusti 2024    | [ 10 ]        |
| Tresteg           | 18,09 m   | Kenny Harrison                                               | USA           | Atlanta 1996        | 27 juli 1996      | [ 10 ]        |
| Diskus            | 70,00 m   | Rojé Stona                                                   | Jamaica       | Paris 2024          | 7 augusti 2024    | [ 10 ]        |
| Kulstötning       | 23,30 m   | Ryan Crouser                                                 | USA           | Tokyo 2020          | 5 augusti 2021    | [ 10 ]        |
| Slägga            | 84,80 m   | Sergej Litvinov                                              | Sovjetunionen | Seoul 1988          | 26 september 1988 | [ 10 ]        |
| Spjutkastning     | 92,97 m   | Arshad Nadeem                                                | Pakistan      | Paris 2024          | 8 augusti 2024    | [ 10 ]        |
| Tiokamp           | 9018 p    | Damian Warner                                                | Kanada        | Tokyo 2020          | 5 augusti 2021    | [ 10 ]        |
| 20 km gång        | 1:18.46   | Chen Ding                                                    | Kina          | London 2012         | 4 augusti 2012    | [ 10 ]        |
| 50 km gång        | 3:36.53   | Jared Tallent                                                | Australien    | London 2012         | 11 augusti 2012   | [ 10 ]        |
| Maraton           | 2:06.26   | Tamirat Tola                                                 | Etiopien      | Paris 2024          | 10 augusti 2024   | [ 10 ]        |
| 4x100 meter       | ♦ 36,84   | Nesta Carter Michael Frater Yohan Blake Usain Bolt           | Jamaica       | London 2012         | 11 augusti 2012   | [ 10 ] [ 11 ] |
| 4x400 meter       | 2.54,43   | Christopher Bailey Vernon Norwood Bryce Deadmon Rai Benjamin | USA           | Paris 2024          | 10 augusti 2024   | [ 10 ]        |

## Mixade rekord
Tecknet ♦ markerar att resultatet också är ett nu gällande världsrekord. Rekorden är korrekta efter Olympiska sommarspelen 2024 i Paris i Frankrike.
| Gren        | Rekord    | Namn                                                     | Land | Spel       | Datum          | Källa  |
| ----------- | --------- | -------------------------------------------------------- | ---- | ---------- | -------------- | ------ |
| 4x400 meter | ♦ 3.07,41 | Vernon Norwood Shamier Little Bryce Deadmon Kaylyn Brown | USA  | Paris 2024 | 2 augusti 2024 | [ 12 ] |